# Balkon francuski

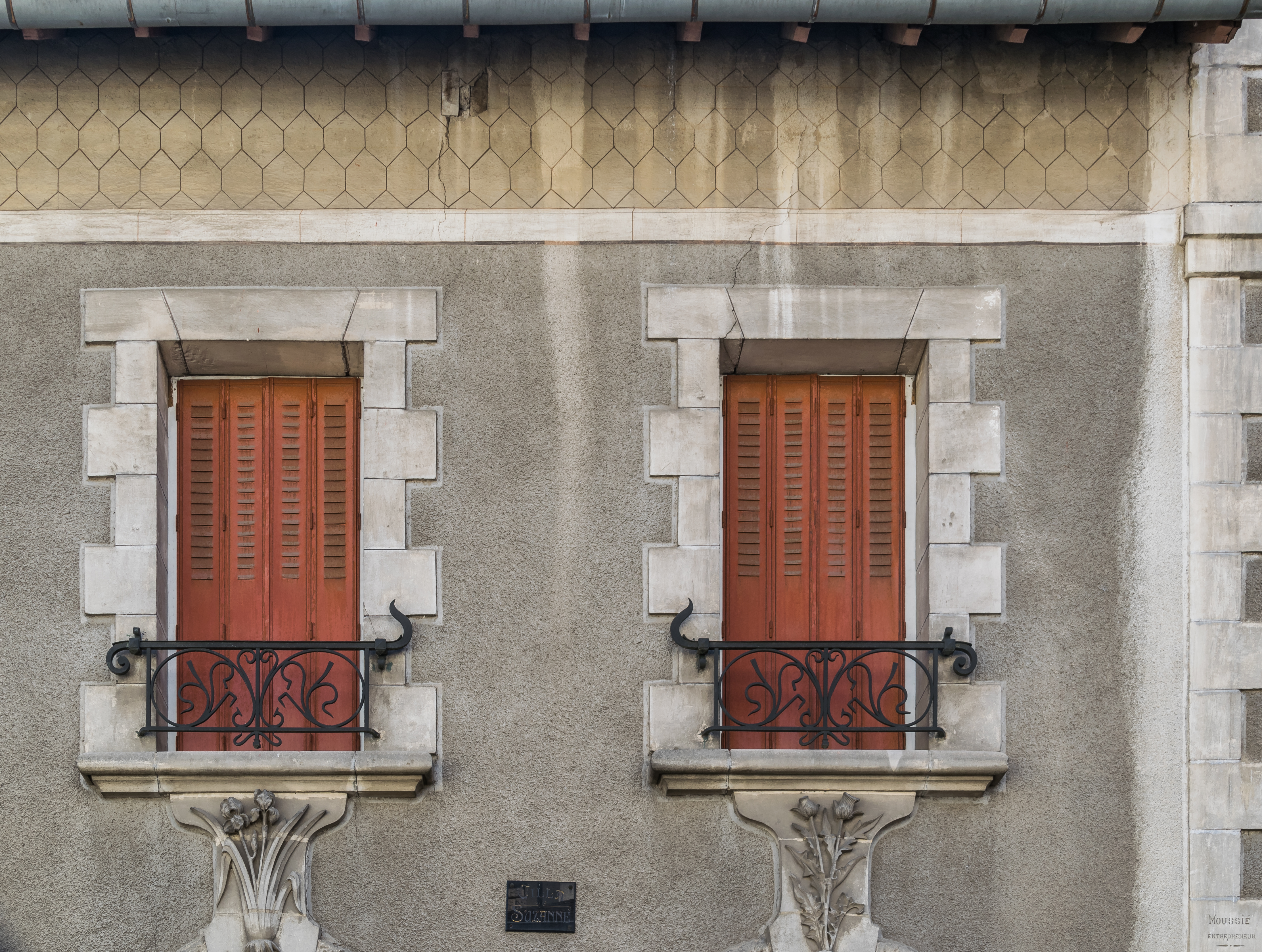
Balkony francuskie w Villi Suzanne w Aurillac we Francji

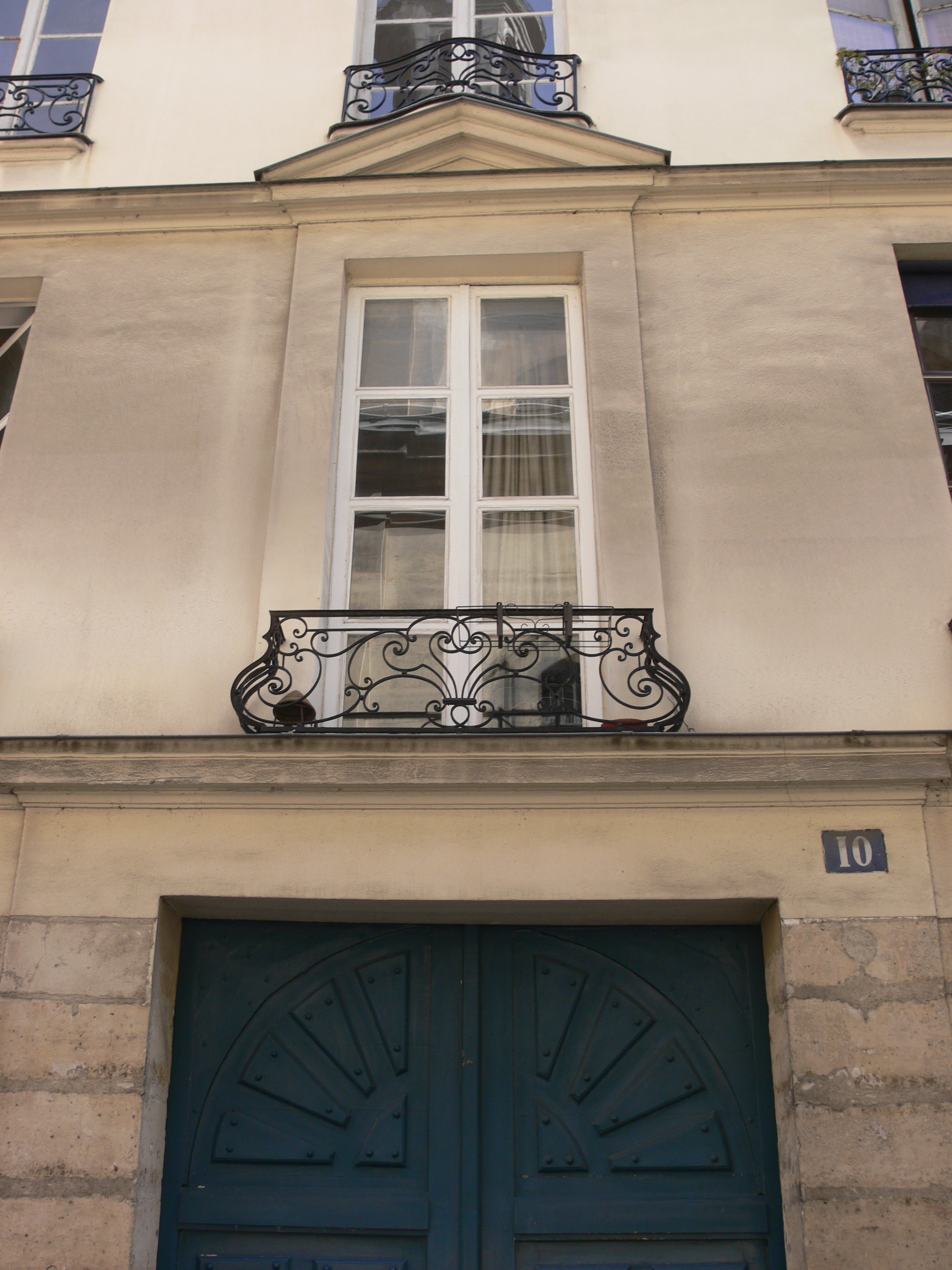
Portfenetr we francuskiej kamienicy

Balkon francuski, znany również jako balustrada francuska lub portfenetr (również porte-fenêtre od fr. fr. porte - drzwi, fenêtre - okno) – to element architektoniczny występujący pierwotnie w pałacach z okresu XVII-XIX wieku. Jest to wysokie okno sięgające od podłogi do sufitu, zabezpieczone zewnętrzną balustradą. Różni się od klasycznego balkonu brakiem płyty balkonowej. Cała konstrukcja ogranicza się do okna lub drzwi, a balustrada zapewnia niezbędne bezpieczeństwo. Nie można na niego wyjść, otwierając drzwi na oścież, a często traktowany jest jako element dekoracyjny elewacji. Obecnie wykorzystywany jest jako zamiennik balkonu, szczególnie w wysokich budynkach oraz tam, gdzie z założenia elewacja budynku ma być płaska. Można stosować nie wyżej niż 25 m nad terenem.
Termin „balkon francuski” wywodzi się z Francji, gdzie były często używane do ozdabiania fasad budynków i doświetlania wnętrz. Choć ich popularność spadła na pewien czas, w XXI wieku znowu zaczęły przeżywać renesans w nowoczesnej architekturze.

## Opis
Balkon francuski to duże przeszklenie z drzwiami balkonowymi, zabezpieczonymi balustradą. W przeciwieństwie do tradycyjnego balkonu, nie powiększa powierzchni domu, ponieważ brakuje mu typowej płyty balkonowej. Nie można na niego wyjść, ale otwierając drzwi, można wprowadzić więcej światła słonecznego do wnętrza. Jest to popularny element stosowany w nowoczesnym budownictwie jednorodzinnym i wielorodzinnym.

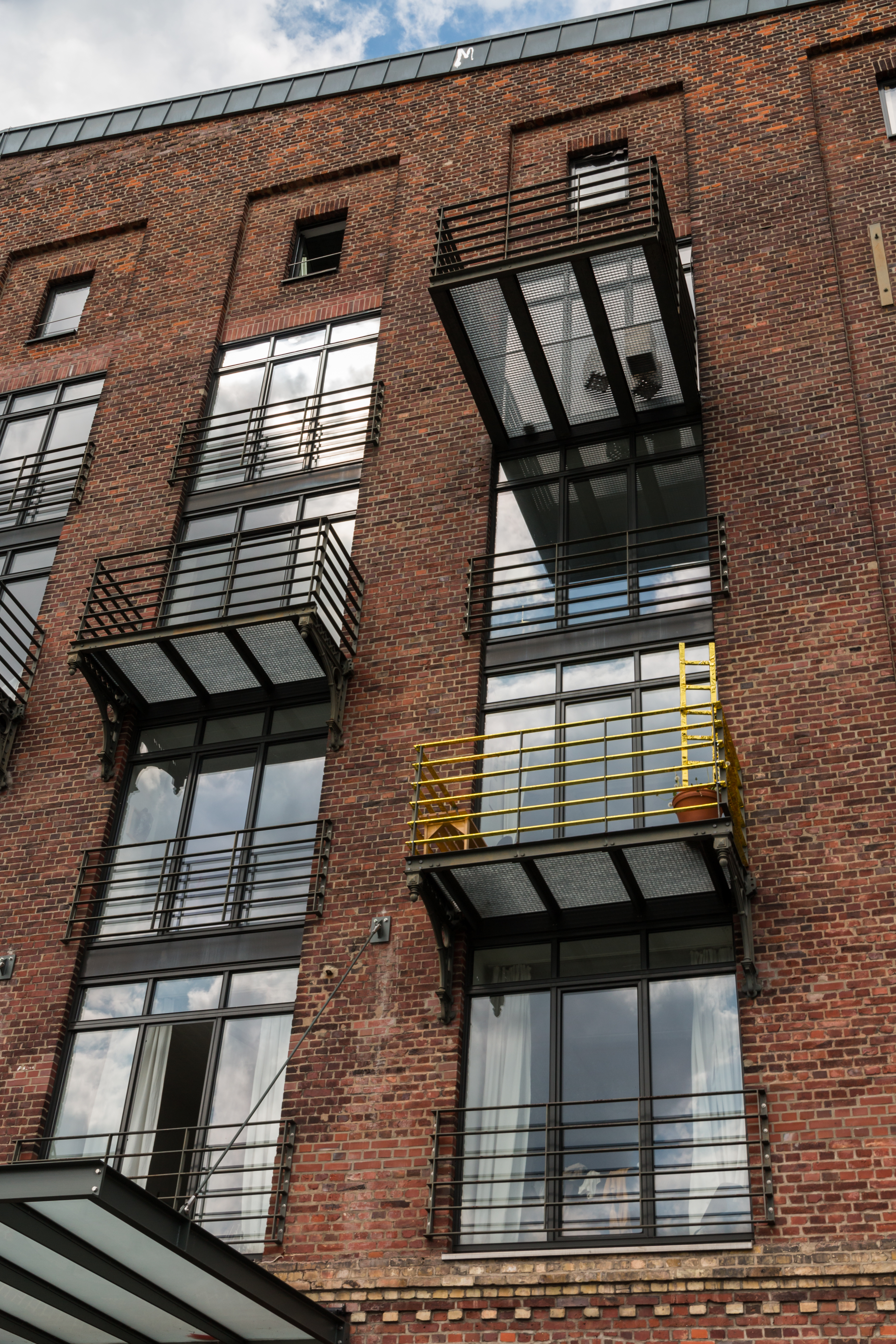
Nowoczesne balkony klasyczne i francuskie w starym budownictwie. Münster (Niemcy)

Okno stosowane głównie w pomieszczeniach mieszkalnych, znacznie rzadziej w biurowych i warsztatowych. Od zewnętrznej strony budynku okna typu portfenetr sprawiają optyczne wrażenie lekkości. Budynki takie wydają się węższe a wyższe. Wadą jest (podobnie jak w przypadku balkonów) chłód odczuwany przy podłodze w przypadku niedostatecznie szczelnej stolarki.

## Funkcje balkonów francuskich
Równomierne rozkładanie światła
W pomieszczeniach głębokich, a szczególnie w wąskich, umożliwia dobre doświetlenie wnętrza na całej długości i na całej wysokości pomieszczenia łącznie z podłogą i sufitem, dając efekt równomiernego rozkładu światła w części przyokiennej i w głębi pomieszczenia poprzez zachowanie zacienionych partii blisko ściany zewnętrznej i bardzo dobrą dalekosiężność
Plastyczność wizualna
W pomieszczeniach szerokich i jednocześnie wysokie drzwi tarasowe, jedno- lub dwuskrzydłowe, pozwalają na większy przepływ światła słonecznego. Pokoje są lepiej doświetlone, a wnętrza zyskują na atrakcyjności wizualnej; światło  dzieli pomieszczenie na część dobrze oświetloną w całej swojej wysokości i część zacienioną. W obu przypadkach daje pomieszczeniu oświetlenie dające większą plastyczność niż okno niskie a szerokie.
Wysmuklenie formy
Balkony francuskie doskonale sprawdzają się w szerokich, płytkich pomieszczeniach, otwierając atrakcyjny widok na zewnątrz. Jednakże w niewielkich pomieszczeniach zastosowanie wysokich drzwi balkonowych może nieco ograniczać możliwości aranżacyjne wnętrza.